# Kunstpatronage tijdens de renaissance
Kunstpatronage tijdens de renaissance of kunstmecenaat verwijst naar de contractuele relatie tussen een kunstenaar en zijn cliënt in deze periode, waarbij de welstellende patroon de financiële en sociale voorwaarden creëert voor de uitvoering van het kunstwerk. Dit artikel behandelt vooral patronage tijdens de Italiaanse renaissance.
De vraag naar kunstwerken tijdens de renaissance werd aanvankelijk geregeld door opdrachten van rijke religieuze instellingen en particulieren die op deze manier hun vroomheid wilden tonen. Tijdens de 14e en een deel van de 15e eeuw werd artistieke bescherming grotendeels beperkt tot de productie van godsdienstige afbeeldingen, ook in de vorm van monumenten in opdracht van de vooraanstaande burgers of het bestuur van een stad. Tegen het midden van de 15e eeuw en in toenemende mate in de 16e eeuw ontstond de vraag naar seculiere uitdrukkingsvormen. De status en de rol van de patroon evolueerde aanzienlijk met de opkomst van onafhankelijke patronage toen vooraanstaande burgers hun families en wat zij bereikt hadden prestige wilden verlenen door hun verwezenlijkingen te herdenken met kunstwerken.
Met de toename van de status en rijkdom van de machtige families begon zich een bloeiende industrie te ontwikkelen rond de inrichting en verfraaiing van hun privépaleizen. Wat eens het exclusieve privilege van pausen en prinsen was, kwam nu binnen het bereik van vooraanstaande families. Ze gaven opdrachten aan kunstenaars en architecten om zowel het interieur als het exterieur van hun paleizen te versieren. Om aan de grote vraag en de uitgebreidheid van deze opdrachten te kunnen voldoen werden gespecialiseerde ateliers opgericht voor de productie van beeldhouwwerken, stucwerk, fresco's, olieverfschilderijen en andere decoraties. Deze decoraties beeldden meestal allegorische thema's of onderwerpen uit de oudheid af, waaraan de daden van de opdrachtgevende familie werden verbonden. Een voorbeeld hiervan zijn Rafaëls decoraties voor de Villa Farnesina in Rome.
Een gevolg van deze seculiere opdrachten was de bloei van de portretkunst. Onder meer Piero della Francesca, Mantegna en Botticelli schilderden opmerkelijke portretten van politieke leiders, die een raak beeld gaven van hun individualiteit en tegelijkertijd een sfeer van vorstelijke pracht opriepen.
De belangrijkste van de Florentijnse patroons waren de Medici, die een groep van dichters, filosofen en kunstenaars onder hun hoede namen. Botticelli en Michelangelo werden sterk beïnvloed door de neoplatoonse filosofie die ontwikkeld werd in de kringen van de Medici.

## Kenmerken
Mediterrane patroon-cliëntrelaties hebben de volgende kenmerken:
1. Er bestaat een ongelijkheid van macht of middelen tussen patroon en cliënt.
2. Patronage is een langetermijnrelatie, omdat het niet zozeer een wettelijke, maar een eerder morele of sociale basis heeft .
3. Een patronagerelatie is niet beperkt tot een enkele soort van transactie: zij heeft veel verschillende aspecten en is multifunctioneel.
4. Patronage is een relatie waarin de patroon meer biedt dan eenvoudige bescherming. Hij zorgt voor  makelaardij, bemiddeling, gunsten, en toegang tot netwerken van vrienden.
5. Het mediterraan mecenaat heeft een kenmerkend ethos, dat zichzelf  buiten de officiële sociale moraal plaatst.